# Vrouw & Kultuur
De Nederlandse vereniging Vrouw & Kultuur, die zetelt in Eindhoven, werd opgericht in 1987.
De doelstelling van Vrouw & Kultuur is: kunst van vrouwen stimuleren en onder de aandacht brengen. Hierbij gaat het met name om literatuur. Vrouw & Kultuur organiseert literaire activiteiten, zoals literaire middagen en reikt om de twee jaar de Vrouw & Kultuur Debuutprijs uit.

## Vrouw & Kultuur Debuutprijs
Deze prijs is bedoeld voor Nederlandstalige prozadebuten van vrouwen. De prijs wordt om de twee jaar uitgereikt door de vereniging. Tot nu toe hebben de volgende schrijfsters deze prijs ontvangen.
- 2000: Lisa de Rooy – In de ogen van mijn broer
- 2002: Maya Rasker – Met onbekende bestemming
- 2004: Annelies Verbeke – Slaap!
- 2006: Anneloes Timmerije – Zwartzuur
- 2008: Anne Provoost – In de zon kijken
- 2010: Suzanna Jansen – Het Pauperparadijs

In 2013 is de naam veranderd in Vrouw DebuutPrijs.
- 2013, Vrouw DebuutPrijs Poëzie: Maud Vanhauwaert – Ik ben mogelijk
- 2013, Vrouw DebuutPrijs Proza: Wytske Versteeg – De wezenlozen